# Lomas de Cocoyoc
Lomas de Cocoyoc es una localidad del estado mexicano de Morelos. Es parte del municipio de Atlatlahucan.

## Toponimia
El nombre «Cocoyoc» proviene del náhuatl, su significado es «Coyote».

## Demografía
| Gráfica de evolución demográfica |
|                                  |

| Censo | Población |
| ----- | --------- |
| 1990  | 778       |
| 2000  | 2826      |
| 2010  | 2716      |
| 2020  | 2506      |